# Sirkka-Liisa Hahmo
Sirkka-Liisa Hahmo (* 14. September 1941 in Pirkkala, Finnland) ist eine finnische Fennistin und Finnougristin, die von 2000 bis 2008 als Professorin für Fennistik an der Ernst-Moritz-Arndt-Universität Greifswald wirkte.

## Leben
Hahmo studierte von 1962 bis 1968 die Fächer finnische Sprache, finnische Literatur und Erwachsenenbildung an der Universität Tampere (Finnland) sowie Ungarisch an der Eötvös-Loránd-Universität in Budapest. Nach Tätigkeiten als Assistentin, Dozentin und Lehrbeauftragte an der Universität Tampere übernahm sie im Jahre 1970 die Position einer Wissenschaftlichen Mitarbeiterin (wetenschappelijk medewerker / universitair docent) am Finnisch-ugrischen Institut der Universität Groningen (Niederlande), die sie bis 2000 innehatte. Seit 1970 war Hahmo Mitglied der Forschungsgruppe „Alte germanische Lehnwörter in den ostseefinnischen Sprachen“. Zur Forschungsgruppe gehörten weiterhin Prof. A.D. Kylstra bis 1991, Prof. Dr. Tette Hofstra (Groningen, Niederlande) und Dr. Osmo Nikkilä (Helsinki, Finnland).
Im Jahre 1994 promovierte Hahmo mit der Dissertationsschrift Grundlexem oder Ableitung? : die finnischen Nomina der Typen kämmen und pähkinä und ihre Geschichte zum Doctor in de Letteren (Doktor in der Humaniora) an der Universität Groningen. Im Jahr 2000 erhielt sie den Ruf auf den Lehrstuhl für Fennistik an der Universität Greifswald.

## Forschung und Lehre
Hahmo lehrte sowohl Sprach- als auch Literaturwissenschaft. Zu ihren Schwerpunkten gehören die Lehnwortforschung, die Etymologie sowie die historische Morphologie. Hahmo hat zahlreiche eigene Etymologien aufgestellt, die gemeinhin anerkannt sind. Das von ihr mitverfasste dreibändige Lexikon der älteren germanischen Lehnwörter in den ostseefinnischen Sprachen ist ein anerkanntes Standardwerk der germanisch-finnischen Sprachkontaktforschung. Auf kulturellem Gebiet zu erwähnen sind  Hahmos Forschungen zur Herkunft und Übersetzung des Kalevala sowie populärwissenschaftliche Schriften. Darüber hinaus hat sie die finnische Literatur und Kultur in den Niederlanden und Belgien bekannt gemacht, indem sie z. B. in Radiosendungen als Expertin mitwirkte.

## Mitgliedschaften und Ehrungen
Sirkka-Liisa Hahmo ist Mitglied in zahlreichen wissenschaftlichen Vereinigungen. Als öffentliche Anerkennung ihrer Verdienste um die Kulturarbeit wurde ihr 1983 vom finnischen Staatspräsidenten das Ritterabzeichen erster Klasse des Ritterordens Suomen leijona verliehen. Darüber hinaus ist Hahmo Trägerin der nummerierten Bronzemedaille des Kalevalajubiläums 1985.

## Schriften (Auswahl)
- Grundlexem oder Ableitung? : die finnischen Nomina der Typen kämmen und pähkinä und ihre Geschichte - Helsinki : Suomalaisen Kirjallisuuden Seura, 1994
- Omaa vai lainattua : itämerensuomen germaanisiin lainasanoihin liittyviä kirjoitelmia (Hrsg.) - Helsinki : Suomalaisen Kirjallisuuden Seura, [1988]
- Vieraan ymmärtäminen : kirjoituksia kielestä ja kulttuurista. (Hrsg. Gemeinsam mit Osmo Nikkilä) - Helsinki : Suomalaisen Kirjallisuuden Seura, 1996
- Kylstra, Andries D./ Hahmo, Sirkka-Liisa/ Hofstra, Tette/ Nikkilä, Osmo: Lexikon der älteren germanischen Lehnwörter in den ostseefinnischen Sprachen - Amsterdam [u. a.] : Rodopi, 1991–2012